# 帯広市総合体育館

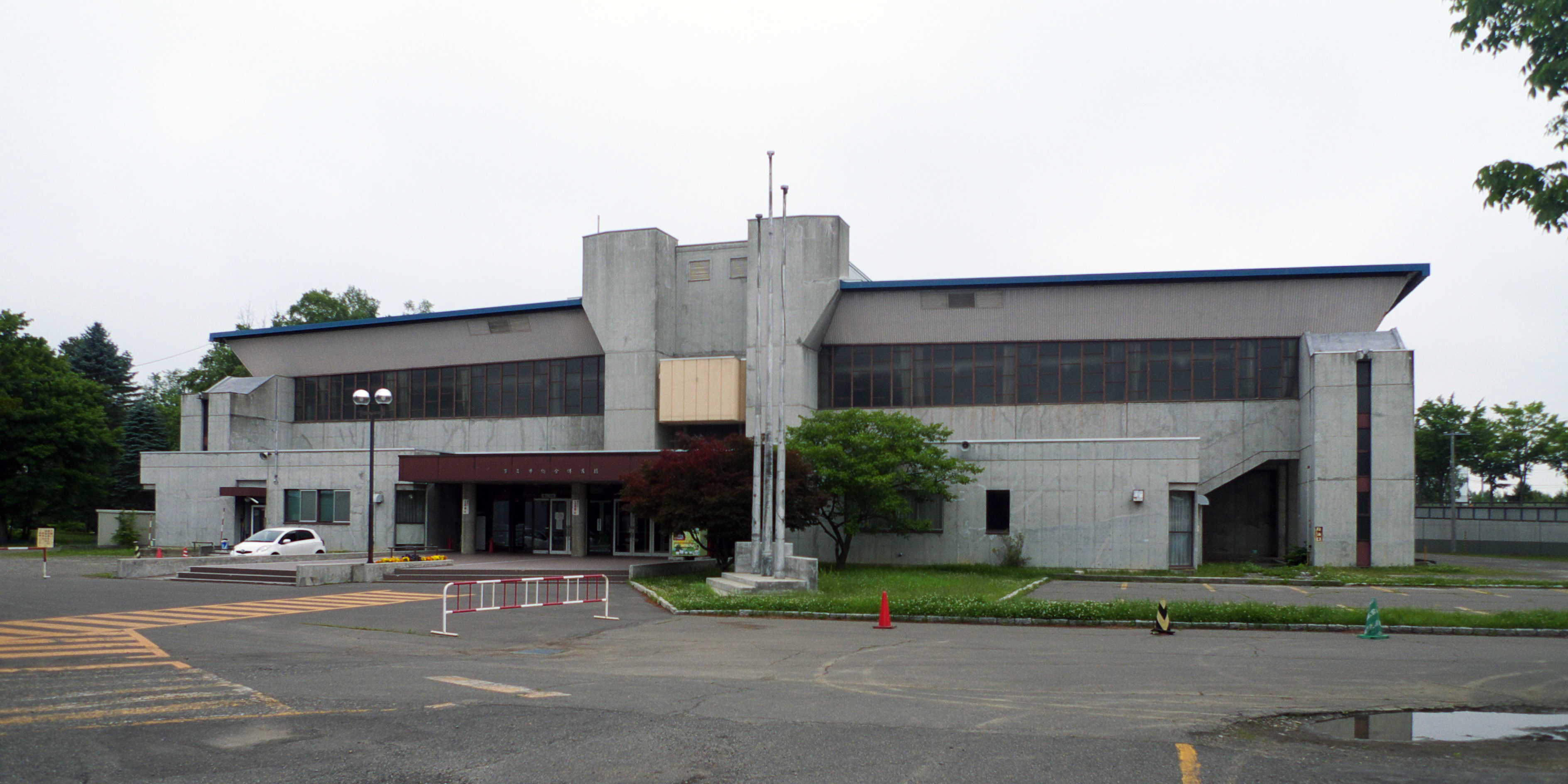
旧帯広市総合体育館外観（2016年7月）

帯広市総合体育館（おびひろしそうごうたいいくかん、英語: Obihiro City General Gymnasium）は、北海道帯広市にある体育館。
よつ葉乳業がネーミングライツ（命名権）を取得しており、施設の愛称が「よつ葉アリーナ十勝」（よつばアリーナとかち、英語: Yotsuba Arena Tokachi）となっている。

## 歴史
新体育館の整備運営には、民間資金の活用によって公共施設の整備などを促進する法律（PFI法）を活用した。
- 1972年（昭和47年）：開館[3]。
- 2017年（平成29年）：特定目的会社「とかちウェルネスファーム株式会社」と事業契約を締結[3]。
- 2019年（令和元年）：
  - 10月31日：新体育館の命名権についてよつ葉乳業と契約を締結し、新体育館の愛称が「よつ葉アリーナ十勝」に決まる。契約期間は2020年1月から2050年3月までの30年3か月。[4]
  - 12月28日：旧体育館の通常営業を終了[5]。翌12月29日にクロージングイベントを実施[6]し閉館。
- 2020年（令和2年）2月29日：隣接地に移転新築オープン[7]。

## 施設
1F
- メインアリーナ（フットサル2面、バスケットボール3面、バレーボール3面、テニス3面、バドミントン15面など）
- サブアリーナ（フットサル1面、バスケットボール1面、バレーボール2面、テニス1面、バドミントン4面など）
- 更衣室
- 研修室
- 会議室
- 事務室
- 医務室
- 記録室
- 放送室
- ラウンジ
- 幼児室
- キッズコーナー

2F
- ランニングコース（1周275 m）
- 観覧席
  - メインアリーナ3,803席（車椅子28席）
  - サブアリーナ224席（車椅子2席）

3F
- トレーニング室
- 多目的室
- スタジオ
- 更衣室

## アクセス・駐車場
国道38号・国道236号・国道241号が交わる大通交差点付近に立地しており、周辺には帯広警察署、十勝川インフォメーションセンター、十勝大橋がある。
- 十勝バス「西2条1丁目」バス停から徒歩約3分
- 北海道旅客鉄道（JR北海道）帯広駅から車で約10分
- 駐車場：約100台
- 駐輪場：約50台

## 備考
- 帯広市総合体育館があった場所は旧河西支庁があった場所で、十勝測量の起点にもなった[8]。現地には案内板が設置されている。